# Vuurwerkfestival
Een vuurwerkfestival is een evenement waar vuurwerk wordt afgestoken voor de bezoekers in een bepaalde choreografie.
In Nederland wordt het jaarlijkse vuurwerkfestival Scheveningen door circa 200.000 mensen bezocht. In de zomer van 2014 werd het festival voor de 35e keer georganiseerd. In België is er jaarlijks in augustus het Vuurwerkfestival Knokke-Heist op het Strand van Duinbergen. In 2013 werd dit festival voor de 34ste maal georganiseerd. In Duitsland is er in september het Internationaal Vuurwerk Festival van Hannover. Ook is er een groot Japans vuurwerk op de jaarlijkse Japan-dag in Düsseldorf.